# Дело пилота Мареша
«Дело пилота Мареша» (пол. Sprawa pilota Maresza — польский художественный фильм, снятый в 1955 году режиссёром Леонардом Бучковским по повести «Голубые дороги» Януша Мейсснера.
Премьера фильма состоялась 7 апреля 1956 г. Один из первых цветных фильмов Польши.

## Сюжет
Главный герой, участник битвы за Британию, после войны вернувшийся в Польшу, пытается найти себя в новой реальности.
Ветеран Второй мировой войны лётчик-капитан Пётр Мареш, возвращается после войны на родину и начинает работать в польской авиалинии «Lot». Он влюбляется в Мари, жену своего бывшего боевого товарища, также работающего пилотом отечественных авиалиний.
Мареша тяготит знакомство с неким Суровцем, занимающегося тёмными делишками и нелегальной торговлей валютой. После смерти мужа Мари, Мареш становится перед серьёзной дилеммой. Любимая женщина предлагает ему уехать вместе в Англию. Ехать или остаться?

## В ролях
- Венчислав Глинский — капитан Пётр Мареш
- Лидия Высоцкая — Мари Годзицкая
- Алиция Рацишувна — Кристина Флисак
- Леон Немчик — Суровец
- Ежи Михотек — Ян Флисак, брат Кристины
- Януш Быльчиньский — капитан Рышард Годзицкий, муж Мари
- Ванда Якубиньская — домохозяйка Мареша
- Мария Жабчиньская — пассажирка самолёта
- Богдан Невиновский — Юзеф Цыган, член экипажа Мареша
- Ян Цецерский — офтальмолог в Центральном научно-исследовательском медицинском институте аэронавтики
- Ежи Качмарек — Влодзимеж Эльмер, радиотелеграфист, член экипажа Мареша
- Казимеж Дембицкий — пилот
- Бохдан Эймонт — капитан Янчар, новый начальник аэропорта
- Казимеж Вилямовский — Хорновский, бывший начальник аэропорта
- Веслава Гроховская — Дорота, медсестра, подруга Кристины
- Феликс Хмурковский — немецкий пассажир самолёта
- Владислав Красновецкий — Модраковский, директор авиакомпании «Lot»
- Станислав Мильский — Здыбель
- Станислав Квасковский — капитан Хенрик Добровольский
- Хенрик Моджевский — пассажир самолёта

## Награды
- 1957 — старейшая польская кинонаграда «Złota Kaczka» («Золотая Утка») в номинации «Лучший польский фильм»